# Église Saint-Patrick de Lookout
Pour les articles homonymes, voir Église Saint-Patrick.
L'église Saint-Patrick est une église catholique située à Lookout, à Montserrat.

## Historique
L'église suit le rite romain ou tridentin et dépend des missions de la Divine Miséricorde, rattachée au diocèse de Saint John's-Basseterre.
En 1997, l'église a été touchée par une éruption volcanique ayant endommagé une grande partie de l'île. Ce n'est qu'en 2009 que la réouverture de l'église a pu être effectuée.